# Linbana

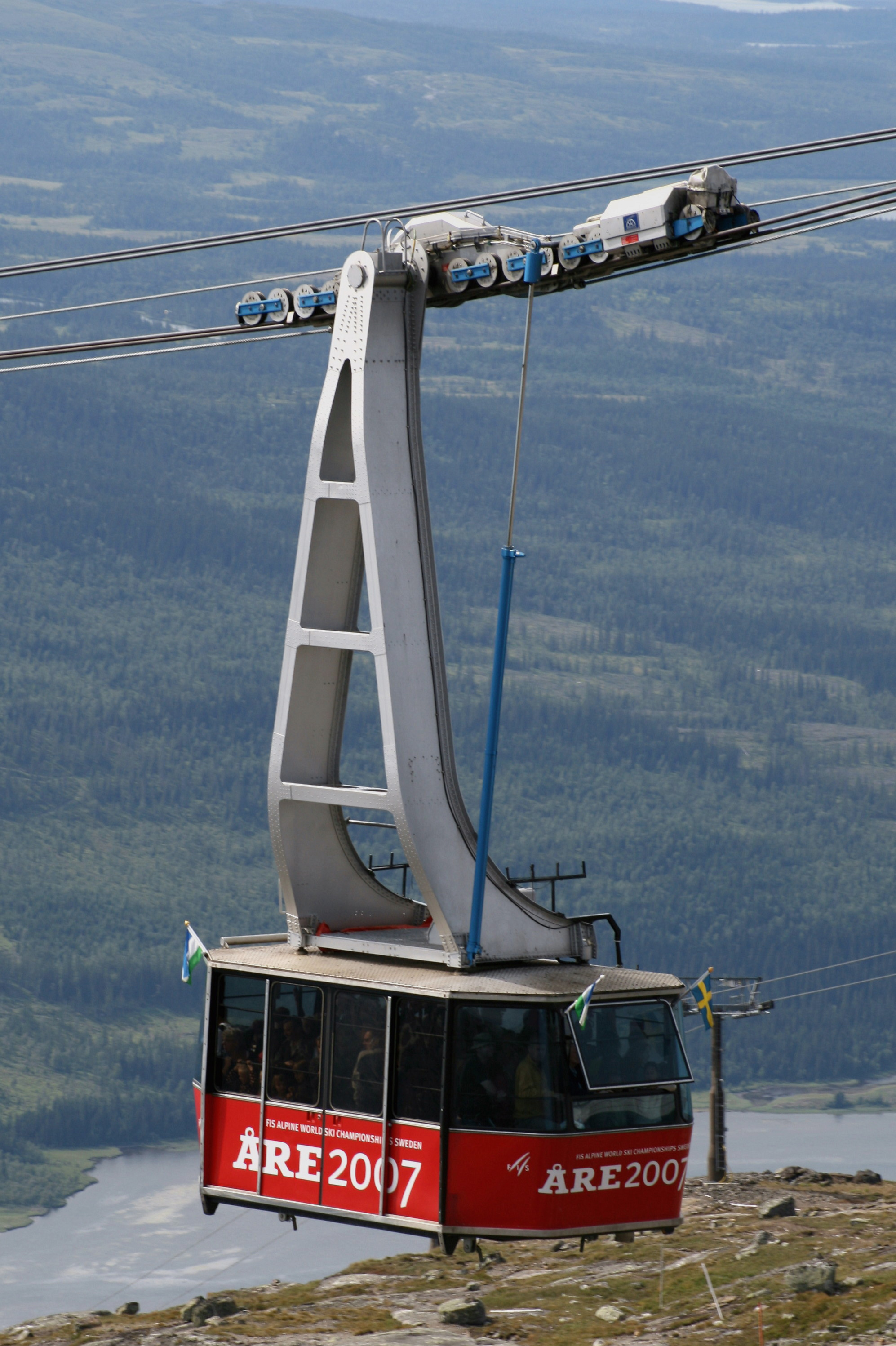
En kabinbana har två pendlande transportenheter. Åre kabinbana är Sveriges enda.

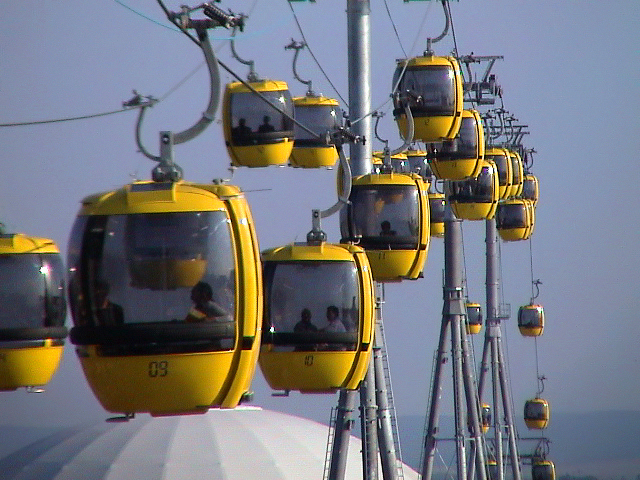
Gondolbana.

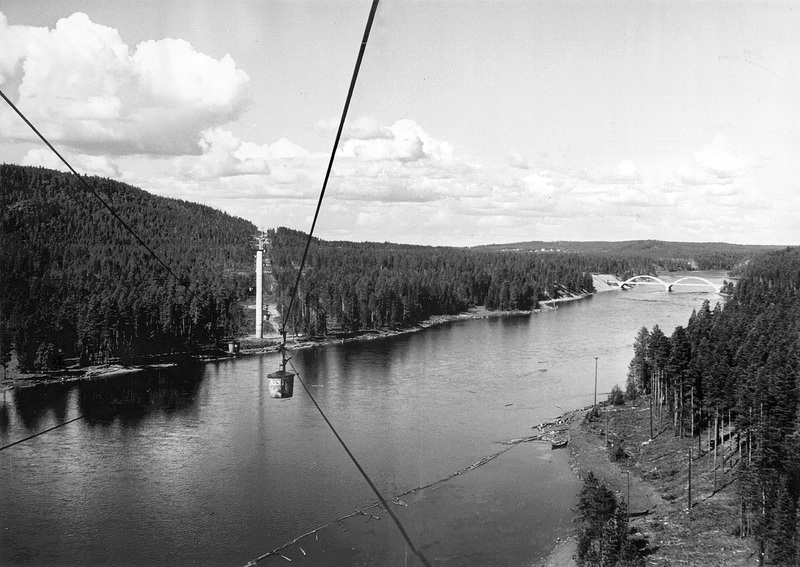
Malmtransport: Linbanan Kristineberg-Boliden passerar Skellefteälven 1953.

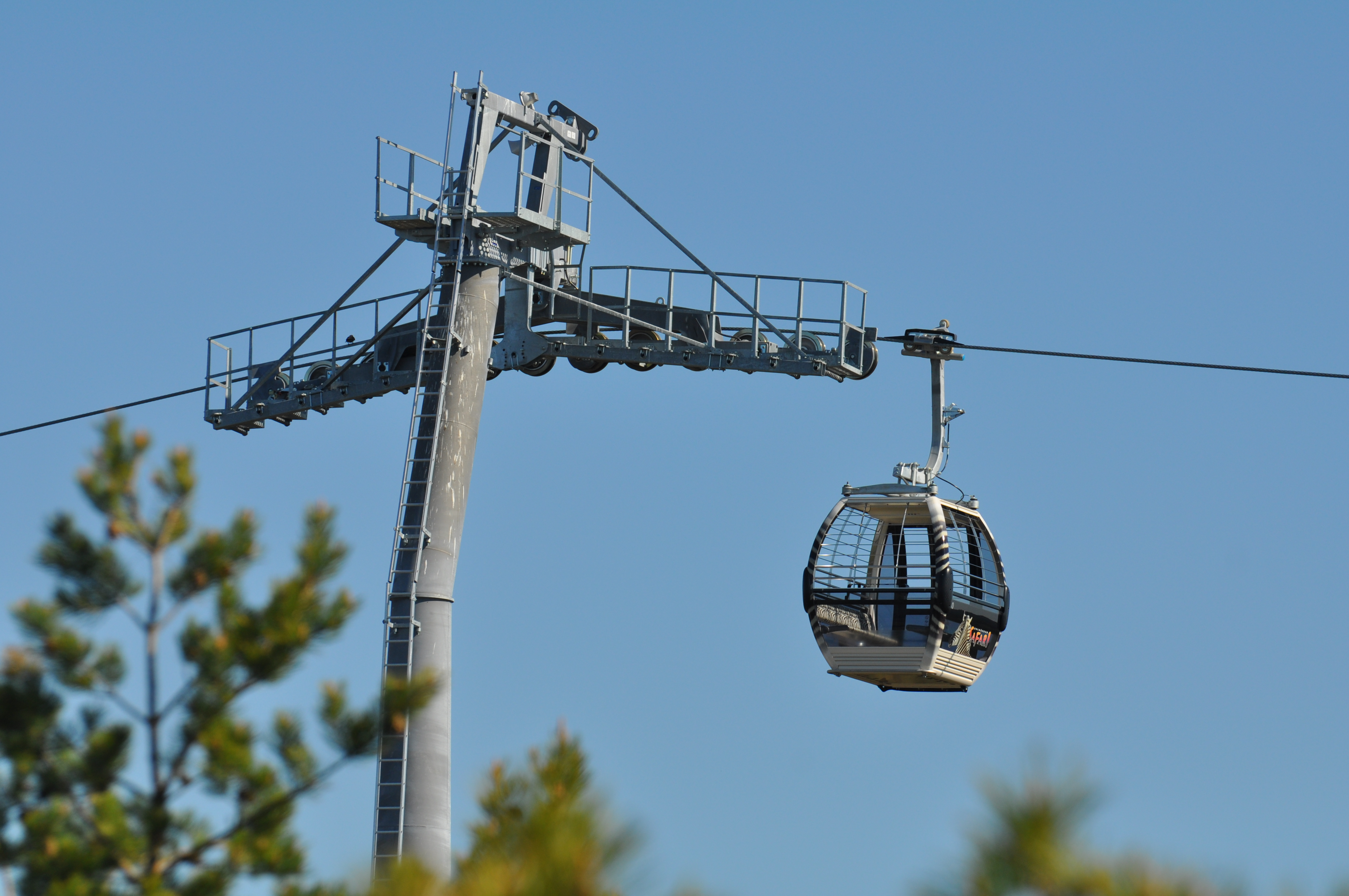
Safaribanan i Kolmårdens djurpark svävar över vilda djur.

Linbana är en vajerburen transportanläggning i vilken folk eller gods transporteras i exempelvis gondoler eller öppna stolar.

## Historia
Den första beskrivna linbanan uppfördes 1644 av Adam Wiebe i den tyska staden Danzig för att frakta jord ner för ett berg. I Sverige skrivs om linbanor som "flygande skottkärror" först år 1825 av Georg Scheutz i Journal för Manufakturer och Hushållning.
Åren 1834–1836 uppfanns stålvajern samtidigt i Tyskland och England), och därmed kunde linbanorna få betydelse som transportmetod.
År 1867 fick engelsmannen Charles Hodgson patent på det enline-system som i decennier använts runt om i Europa; År 1844 hade Gustav Husberg färdigställt den första svenska linbanan, eventuellt världens första med ståltrådslina. År 1845 satte han upp en linbaneanläggning vid Falu koppargruva, en pendelbana med två transportenheter. En annan innovation av Husberg var att tömningen av malmkorgarna sköttes automatiskt. Tvåline-system kan också spåras till Sverige, där Aron Ferdinand Westerlund 1873 fick patent (patent-nr SE 118), på en rundgående linbana (med separata bär- och drivlinor). År 1891 grundades AB Nordströms Linbanor i Falun, som utvecklade tillverkning och montering av linbanor företrädesvis med tvålinesystem, såväl i Sverige som i övriga Europa.
Vid 1800-talets slut hade linbanor blivit ett vanligt alternativ för godstrafik längs fasta rutter, speciellt genom otillgänglig terräng. Fram till andra världskriget hade transportmetoden fortsatt stor betydelse. I takt med utvecklingen av starkare ståltråd kunde längre banor byggas, stål och betong ersatte trä som byggnadsmaterial för bockarna och automatisering minskade behovet av arbetskraft för driften. Under efterkrigstiden ändrades förhållandena så att främst bilen började erbjuda ett billigare alternativ, och vid 1980-talets slut hade de flesta industrilinbanor rivits och ersatts av marktransport.

## Typer
Ett antal olika begrepp beskriver linbanans typ:

### Transportföremål (enheter)
- Gondolbana – många "små" gondoler, som fraktar personer och/eller gods
- Kabinbana – en eller två stora kabiner, typiskt för pendelbana
- Skidliftar:
  - Stollift – linbana för skidåkare med öppna stolar
  - Telemixlift – kombinerad stollift och gondolbana
- Zipline – linbana med sele

### Konstruktion
- Gemensam bär- och draglina
  - Enkellinad linbana
  - Funitel – två-linors linbana
- Separat bär- och draglina
  - 2S-bana – Tvålinesystem
  - Kabinbana + funifor – en draglina och två bärlinor (Trelinesystem)
  - 3S-bana – två draglinor och en bärlina (Trelinesystem)

En runtgående linbana för enheterna i en loop mellan stationerna runt i samma riktning. På en pendelbana rör sig en enda enhet från början till slutet, därefter körs linbanan baklänges för att enheten ska återvända till början. En pendelbana kan också ha två enheter som rör sig omväxlande i varsin riktning (och möts på halva sträckan).
Dagens större linbanor drivs undantagslöst med motor, vanligtvis elmotorer. Tidigare har det förekommit linbanor som drivs med gravitation, genom att lastade enheter på väg ner (med högre vikt) drar upp tomma returenheter (med lägre vikt). Denna typ kallas bromsbana efter bromsen som styr banans hastighet.

## Användningsområden
När linbanan uppfanns var tåget främsta konkurrenten för landtransporter. Precis som tåg kräver linbanor en större investering vid uppförandet, men typiskt är att den blir billigare än en tåglinje över samma terräng eftersom linbanan kräver mindre ingrepp i landskapet, och mindre material. Driften blir också billigare eftersom banan kör kontinuerligt och bara accelererar vid start, dessutom kan elmotorer användas, som har högre verkningsgrad än förbränningsmotorer. Dock blir linbanan märkbart tystare än tåg eller bil av att den drivs av elmotorer på ett fåtal platser. Linbanan har en begränsad maxkapacitet, som inte kan överskridas utan att bygga om den från grunden. Det finns också svåröverskridna maxhastigheter och maxlast per enhet – som är relativt låga i jämförelse med andra transportsätt.

### Industri
Under perioden 1890–1960 var linbanan en konkurrenskraftig lösning på transportproblem i industrin, speciellt då en jämn ström av råmaterial, produkter, och/eller avfall skulle transporteras ett par kilometer. Speciellt i bergsbruk, där stora mängder tungt material fraktas, men där hastigheten med vilket det kommer fram inte spelar någon större roll, var linbanorna vanliga. Med linbanor fraktades exempelvis kopparmalm i Boliden, kalksten i Västmanland-Sörmland, glasvaror från Rejmyre, stenkol på Svalbard och manganmalm i Kongo-Gabon.
En annan industriell tillämpning är kabelkranen, som är en lyftkran monterad på en linbana. På detta sätt kan kranen röra sig över ett stort område, utan att en enorm kranöverbyggnad behövs. Kabelkranens fundament kan också göras flyttbara för att täcka ett ännu större område.

### Persontransport

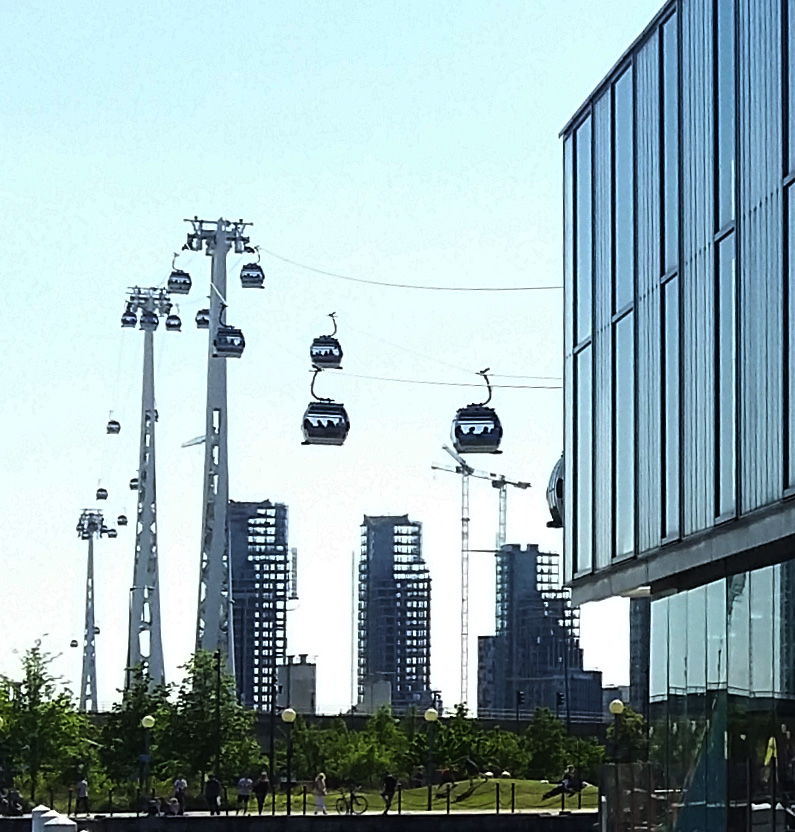
Emirates Air Line, Royal Docks, London

Även om linbanans första användningsområde var varutransport, fick den efterhand även användning för persontransport. I bergiga länder som Schweiz, Italien och Taiwan är det vanligt med personlinbanor kortare sträckor över mycket kuperad terräng. Dessutom är linbanor användbara för persontransport över vattendrag, infrastrukturbarriärer och naturområden. Exempelvis finns sedan 2012 gondolbanan Emirates Air Line över floden Themsen i östra London.

## Linbanor i Sverige
De längsta linbanorna som funnits i Sverige var industrilinbanor, samtliga byggdes av Nordströms linbanor:
1. Malmlinbanan Kristineberg-Boliden: 95,88 km
2. Kalklinbanan Forsby-Köping: 41,17 km
3. Marma-Långrörs linbana: 19 km

Linbanan Kristineberg-Boliden byggdes ursprungligen för transport av kopparmalm. År 1987 revs banan med undantag av sektionen Örträsk–Mensträsk, 13 kilometer lång, vilken kördes för turistturer fram till 2017. Örträsk-Mensträsk var då världens längsta personlinbana. Kalklinbanan mellan Forsby kalkbrott och Köping var en 41,2 kilometer lång linbana som användes för transport av kalk mellan 1941 och 1997.  Banan revs 2013.
Linbanor används också för persontransport på skidanläggningar och i djurparker.
Gondolbanor finns, eller har funnits, i:
- Åre (Åre kabinbana)
- Branäs (Branäs gondollinbana)
- Funäsdalen (Funäsgondolen)
- Kolmårdens djurpark (Kolmårdens linbana)
- Trollhättan. Den invigdes 1999 och monterades ned 2018. Den ägdes av Innovatum Science Park och gick mellan Innovatum och Fall- och slussområdet.

Stolliftar för skidåkare finns på många platser i landet.
En linbana med 70 meter höga torn planerades av Göteborgs kommun på sträckan Järntorget–Lindholmen–Wieselgrensplatsen. Den planerades bli klar till stadens 400-årsjubileum 2021, men projektet lades ned efter att kostnaden beräknades bli för stor.